# Skeeter Henry
Herman Henry III, detto Skeeter (Dallas, 8 dicembre 1967), è un ex cestista statunitense, professionista nella NBA, in Europa e in Sudamerica.